# Rhipicephalus sanguineus
Rhipicephalus sanguineus, conosciuto in italiano anche con il nome volgare di zecca del cane, è un parassita ematofago di animali (preferibilmente dotati di pelo) sui quali si insedia attaccandovisi alla cute e svolgendo il suo ciclo vitale nutrendosi e riproducendosi. Come le altre zecche possono essere pericolosi agenti di trasmissione di malattie infettive (Rickettsia, Yersinia, Babesia canis, Babesia gibsoni, il trematode Dicrocoelium dentriticum).